# Dalea cinnamomea
Dalea cinnamomea är en ärtväxtart som beskrevs av Rupert Charles Barneby. Dalea cinnamomea ingår i släktet Dalea, och familjen ärtväxter. Inga underarter finns listade i Catalogue of Life.